# Грбови Србије кроз историју
Грбови Србије су се кроз векове мењали, добијали или губили неке елементе грба, али су увек задржавали основне симболе државности и државотворности Србије: сребрног двоглавог орла и четири оцила (мада их многи мешају са словом С).
Садашњи српски грб чини сребрни двоглави орао (у полету) оружан златно на црвеном штиту. Орао на грудима има црвени штит који сребрни грчки крст дели на четири дела са по једним оцилом у сваком делу.
У нашим домаћим зборницима и код Витезовића-Жефаровића јавља се као грб Србије сребрни крст на црвеном пољу са по једним сребрним оцилом између кракова крста. Орбини доноси исти грб са оцилима, окренутим према спољашњости, и једноглавим орлом са круном у средини крста као грб краља Вукашина. Званично се употребљавао овај грб у трећој деценији 18. века као део грба спојене карловачко-београдске и касније, по ослобођењу Србије, београдске митрополије. Грб карловачке митрополије потврдила је царица Марија Терезија 17. маја 1777, а крст са оцилима проширио се као саставни део различитих грбова и орнаментике дубоко у српски народ. Још данас чини крст са оцилима део грба патријаршије. И у штиту грба српске Војводине од 1848. до 1861. има сребрни крст на црвеном пољу са по једним, према спољашњости окренутим, оцилом између кракова крста.

### Србија Немањића
Двоглави орао се први пут код српске властеле појављује још у доба Стефана Немање ((1166) 1168-1196), али потпуну афирмацију стиче тек у време цара Душана, што се повезује са његовим настојањем да српска краљевина постане прави настављач и обновитељ Византијског царства срушеног 1204. године уместо државе на чијем челу су се налазили Палеолози. Због тога је се он прогласио за цара Срба и Грка, а из Византије је поред већ усвојеног дворског церемонијала преузео и двоглавог орла као симбол царске власти.
У задње време поставља се питање да ли је грб Немањића заиста био сребрни двоглави орао на црвеном штиту. Према неким теоријама, грб је био црвени двоглави орао на сребрном штиту.

### Кнежевина Србија
У време поновног оживљавања државности Србије, за време кнеза Милоша, постао је крст са оцилима - грб српски народни. Кнез Милош Обреновић је поново оживео историјски грб Србије: крст на црвеном пољу, са по једним огњилом међу краковима крста окренутим према крсту. Грб је притом уоквирио, по узору на француску хералдику, двема гранчицама - маслиновом и храстовом.
Прва појава штита са оцилима није позната, али се сматра да ју је као варијацију грба обновљене Византије (насталог 1261. године) увео Стефан Лазаревић после 1402. године када је од византијског цара Манојла II (1391–1425)) односно његовог брата и намесника Јована VII (1390) у Цариграду добио титулу деспота. Уместо византијског грба у коме златни грчки крст дели црвено поље на четири дела у којима се налази по једно грчко слово Β (које одговара по облику ћириличном слову В односно латиничном слову Б), српска варијанта грба има сребрни грчки крст који дели црвено поље на четири дела у којима се налази по једно ћирилично слово С (које по облику одговара латиничном слову Ц).
Слово С (односно 4С) је током 17. и 18. века протумачено као оцило од стране западних хералдичара чије хералдике не познају употребу слова као хералдичких елемената. Овакво тумачење се касније проширило међу Србима и данас је веома прихваћено.
У чл. 4 Устава од 1835. описан је он овако:
Грб народни српски представља крст на црвеном пољу, а међу краковима крста по једно огњило окренуто крсту. Сав грб опасан је зеленим вијенцем с десне стране од храстова, а са лијеве од маслинова листа.
- Грб Кнежевине Србије
- Грб књаза Милоша, са печата из 1819. године.
- Грб кнеза Милана Обреновића

### Краљевина Србија
Са прогласом краљевине промењен је и српски државни грб.
У члану 2. Устава од 21/12 1888. описан је овако:
Грб је краљевине Србије двоглави бели орао на црвеном штиту с круном краљевском. Врх обе главе двоглавога белог орла стоји круна краљевска; испод сваке панџе по један кринов цвет. На прсима му је грб кнежевине Србије: бели крст на црвеном штиту са по једним огњилом у сваком углу крста.
Сличан је опис грба у Уставима од 6. априла 1901. и 5. јуна 1903.
Љиљани потичу из брака Стефана Уроша I са Јеленом Анжујском када су се Немањићи ородили са готово свим моћнијим породицама Европе, и ти љиљани су спомен на тај догађај. Љиљани тј. „fleur de lis“, се у српском језику називају још и кринов цвет.
Љиљан је хришћански симбол и нешто што означава везу владара са Исусом и црквом. Појављује се на грбовима многих краљевских фамилија посебно у Француској и Енглеској, као што су Анжујци, а касније су били саставни део краљевског грба Котроманића који су се сматрали наследницима Немањића. Кринови, или љиљани, се појављују на српском грбу и кад је деспот Стефан Лазаревић са времена на време додавао љиљане када је био близак са Мађарским краљем који је такође био анжујског порекла.
- Грб Краљевине Србије

## Краљевина Југославије
- Грб Краљевине Југославије

### Други светски рат
- Једнострани неформални грб Владе народног спаса у Србији под немачком окупацијом (1941—1944)
- Први грб ДФЈ коришћен током Другог светског рата 1943-46.

### Социјалистичка Република Србија и Социјалистичка Југославија
- Државни грб Народне Републике Србије, 1947.
- Грб СР Србије, 1967.
- Грб СР Србије
- Грб ФНРЈ са пет бакљи које представљају братство и јединство конститутивних народа (Срба, Хрвата, Словенаца, Македонаца и Црногораца)
- Грб Социјалистичке Федеративне Републике Југославије представља шест бакљи које горе заједно.

## Грбови савремених република

### Савезна Република Југославија и Државна Заједница Србија и Црна Гора
- Грб СР Југославије (1993—2003)
Грб Србије и Црне Горе (2003—2006)

### Република Србија
Грб Републике Србије чини сребрни двоглави орао у полету оружан златно на црвеном шпанском штиту који је овенчан венцем Обреновића/Карађорђевића. Орао на грудима има црвени шпански штит који сребрни грчки крст дели на четири дела са по једним оцилом у сваком делу. Испод обе златне канџе се налази по један златни љиљан. Од 2004. године је и званични Грб Републике Србије.
- Грб Србије

## Други српски грбови

### Грб Републике Српске
Грб Републике Српске чини сребрни двоглави орао у полету оружан златно и овенчан венцем Обреновића/Карађорђевића на црвеном ранофраначком штиту. Орао на грудима има црвени ранофраначки штит који је сребрним грчким крстом подељен на четири дела са по једним оцилом у сваком делу.
- Грб Републике Српске
- Амблем Републике Српске од 16. јунa 2007.

### Грб Републике Српске Крајине
Грб Републике Српске Крајине чини сребрни двоглави орао у полету оружан златно и овенчан венцем Обреновића/Карађорђевића. Орао на грудима има црвени ранофраначки штит који сребрни грчки крст дели на четири дела са по једним оцилом у сваком делу.
- Грб Републике Српске Крајине

### Грб Републике Црне Горе
- Грб ФД Црне Горе 1945-1947.
- Грб НР Црне Горе 1947-1963.
- Грб СР Црне Горе 1963-1992.
- 1992-2004.
- од 2004.